# Danyło Iwanysziw
Danyło Iwanysziw – ukraiński działacz społeczny, poseł do Sejmu Krajowego Galicji III kadencji (1870–1876), włościanin z Hruszowa.
Wybrany w IV kurii obwodu Sambor, z okręgu wyborczego nr 23 Łąka-Medenice.